# Indie Brytyjskie
Indie Brytyjskie (ang. British Raj) – region w Azji, który w latach 1858–1947 znajdował się pod władzą Brytyjczyków. Składał się z obecnych Indii, Pakistanu,  Bangladeszu oraz  Mjanmy.

## Brytyjski wkład w rozwój cywilizacyjno-gospodarczy
Po przejęciu władzy na Półwyspie Indyjskim bezpośrednio przez parlament brytyjski, rząd brytyjskiego gubernatora-wicekróla zmuszony był do realizacji szerokich reform gospodarczych. Wydano szereg ustaw w zakresie socjalnych warunków pracy, m.in. wprowadzono w zakładach pracy jeden dzień w tygodniu wolny i zakaz zatrudniania dzieci poniżej dziewięciu lat. W odpowiedzi na liczne rozruchy w miastach i bunty chłopskie, wydane zostały ustawy ograniczające lichwę i możliwość usuwania chłopów z ziemi. Zrezygnowano też z zamiarów chrystianizacji miejscowej ludności.
Przeprowadzone zostały znaczące reformy w oświacie i nauce. Rozbudowano szkolnictwo, utworzono sieć gimnazjów z angielskim językiem nauczania, uniwersytety w Kalkucie, Madrasie i Bombaju, zakładano instytucje badawcze (Botanical Survey of India). Równocześnie w Indiach rozpoczęły się przemiany struktur gospodarki feudalnej i manufakturowej na nowocześniejsze struktury gospodarki kapitalistycznej. Przystąpiono do budowy linii kolejowych i rozbudowy sieci drogowej na całym subkontynencie.
Miarą nowej polityki było utworzenie w 1885 roku Indyjskiego Kongresu Narodowego, ogólnokrajowej partii, głoszącej pokojowe przejęcie władzy, natomiast w 1906 roku Ligi Muzułmańskiej, o podobnym programie działania. W tym też okresie wprowadzone zostały reformy konstytucyjne, znacznie rozszerzające udział lokalnych elit hinduskich w rządzeniu krajem. Równocześnie w pierwszych latach XX wieku nastąpiło pełne scalanie wszystkich terytoriów Półwyspu Indyjskiego w jedno Cesarstwo Indyjskie.
Szereg pomniejszych księstw i krajów dobrowolnie oddawało się pod protektorat Brytyjczyków, niektóre z księstw były przez nich przejmowane, gdy lokalny maharadża nie miał naturalnego spadkobiercy, lub w drodze wykupu. W 1911 roku stolicą państwa ustanowiono Nowe Delhi, historyczną stolicę Wielkich Mogołów i przyjęto język angielski jako urzędowy. W roku 1938 Cesarstwo posiadało 1005 miast, których ludność łącznie przekraczała 10 mln mieszkańców (w tym: 3 miasta >0,5 mln osób i 35 miast w przedziale 0,1–0,5 mln osób).